# Dorfkirche Roddan

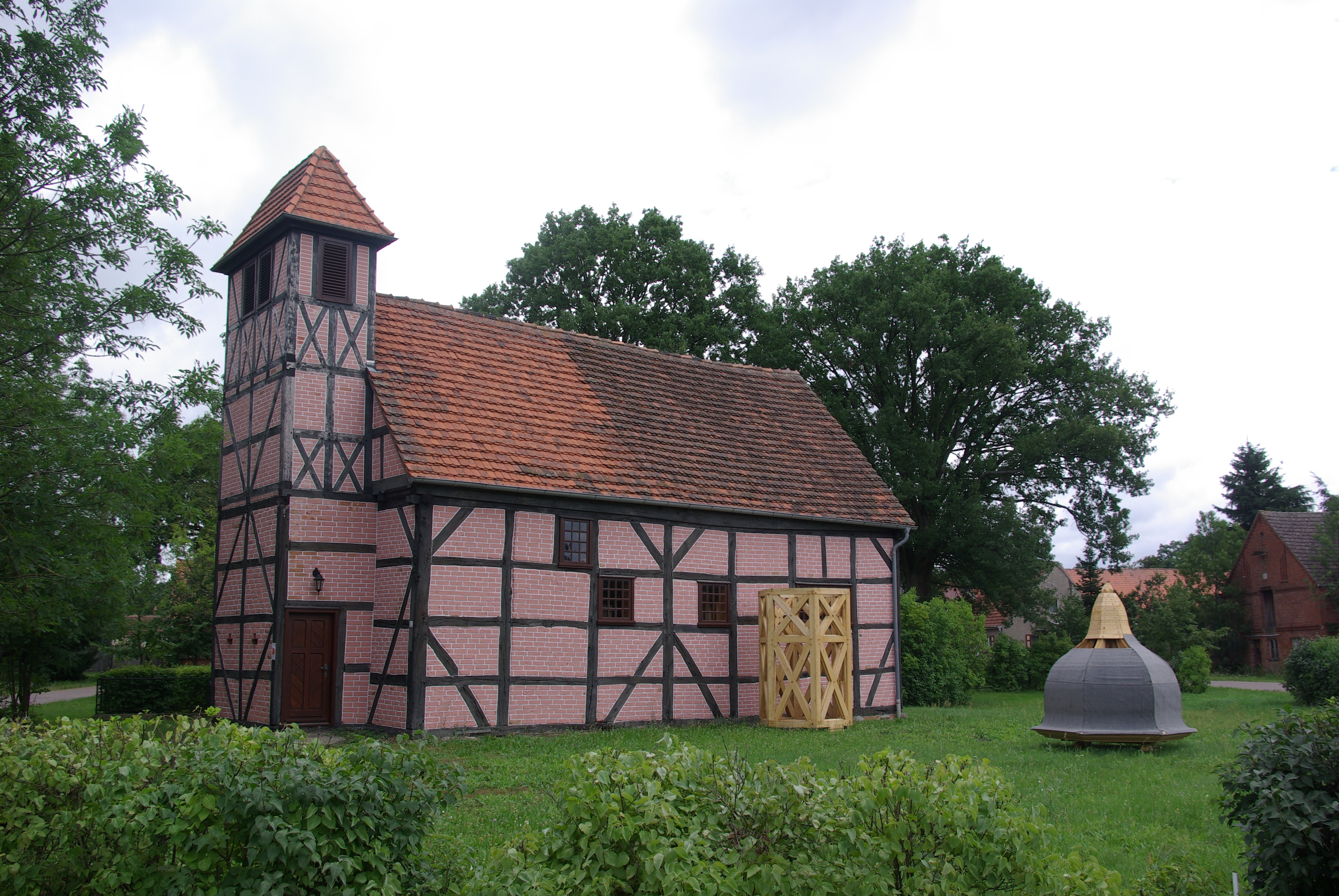
Dorfkirche in Roddan (Zustand 2011 vor Fertigstellung des Turms)

Die evangelische Dorfkirche in Roddan, einem Ortsteil der Gemeinde Legde/Quitzöbel im Landkreis Prignitz in Brandenburg ist eine Saalkirche in Fachwerkausführung. Die Kirche an der Dorfstraße ist ein geschütztes Baudenkmal. Sie gehört zum Pfarrsprengel Rühstädt im Kirchenkreis Prignitz der Evangelischen Kirche Berlin-Brandenburg-schlesische Oberlausitz.

## Baugeschichte
Das Bauwerk wurde nach dendrochronologischer Datierung 1680 anstelle eines mittelalterlichen Vorgängerbaus, der im Dreißigjährigen Krieg zerstört wurde, errichtet.
Der schmale, eingezogene Fachwerkturm mit Turmaufsatz und welscher Haube wurde Anfang des 20. Jahrhunderts vorgesetzt.
Im Jahr 1977 drohte der Kirche der Abriss. Im Jahr 1994 fand die Instandsetzung des Turmes, 1998 des Kirchenschiffes und 2005 der Westempore statt.

## Ausstattung
Die bauzeitliche florale Deckenmalerei auf den Holzbalken erfuhr 1938 eine Neufassung.
Der reichgeschnitzte Altaraufsatz mit reichgeschnitzten Akanthuswangen und gewundenen Säulen wurde vermutlich 1712 von Heinrich Joachim Schultz aus Havelberg geschaffen. Das Altarbild stammt aus dem Jahr 1882. Zur Ausstattung gehören weiter ein Kanzelfuß aus der ersten Hälfte des 18. Jahrhunderts und ein stehender Taufengel, der das Taufbecken in den Händen hält. Er wurde gleichzeitig mit dem Altaraufsatz geschaffen, erhielt in der ersten Hälfte des 20. Jahrhunderts eine neue Fassung und wurde 2004 restauriert. Ein schlichter barocker Pastorenstuhl ist ebenfalls erhalten.